# UNIVAC
UNIVAC es el nombre de una línea de ordenadores electrónicos digitales de programa almacenado en memoria que comenzaron como productos de la Eckert-Mauchly Computer Corporation. Más tarde el nombre fue aplicado a una división de la empresa Remington Rand y sus organizaciones sucesoras. UNIVAC Es un acrónimo de UNIVersal Automatic Computer (Ordenador Automático UNIVersal).
El BINAC, construido por la Eckert-Mauchly fue el primer ordenador de propósito general vendido comercialmente para uso militar, aunque no llegó nunca a funcionar correctamente. El UNIVAC I compitió por ser el primero vendido comercialmente para uso general, pero perdió por un par de meses ante el Ferranti Mark 1. Los descendientes del último UNIVAC 1107 continúan hoy con los productos de la empresa Unisys.

## Historia y estructura

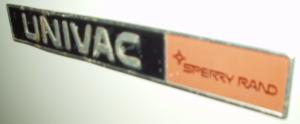
Etiqueta de UNIVAC Sperry Rand

J. Presper Eckert y John Mauchly construyeron  el ENIAC en la Escuela de Ingeniería Electrónica Moor de la Universidad de Pensilvania entre 1943 y 1946. En 1946 una disputa de propiedad industrial con la universidad hizo que Eckert y Mauchly dejaran la universidad para formar la Electronic Control Company, más tarde rebautizada como la Eckert-Mauchly Computer Corporation (EMCC), con sede en Filadelfia, Pensilvania. Aquella compañía primero construyó un ordenador para uso militar al que llamó BINAC (Ordenador Automático Binario) para la Northrop Aviación (que por sus múltiples problemas fue poco utilizado, o quizás no lo fue en absoluto).  Después comenzaron el desarrollo de los UNIVAC.  El UNIVAC I fue encargado por la Oficina del Censo de los Estados Unidos, quien pagó la mayor parte de su desarrollo y donde fue puesto en producción.
Con la muerte de Harry L. Straus en un accidente aéreo el 25 de octubre de 1949, presidente y jefe financiero de la empresa, esta fue vendida al fabricante de máquinas de escribir Remington Rand el 15 de febrero de 1950.  Eckert y Mauchly ahora dependían de Leslie Groves, el general del ejército retirado que había dirigido el Proyecto Manhattan.
El producto más famoso de UNIVAC sin duda fue el mainframe UNIVAC I de 1951, cuya quinta unidad producida es conocida por pronosticar con éxito para la CBS el resultado de la elección presidencial en EE. UU. del año 1952. Esta anécdota es particularmente digna de mención porque el ordenador pronosticó la victoria de Eisenhower con solo una muestra del 1% de los votantes, cuando los sondeos de opinión tradicionales la daban a Adlai Stevenson. Los números eran tan sesgados que el jefe de noticieros de la CBS en Nueva York, Mickelson, decidió que el ordenador se equivocaba y rechazó que se leyeran sus predicciones. En cambio mostraron algunos escenarios en los que sugerían que el ordenador no dio una respuesta, y anunció que pronosticaba una posibilidad de 8 a 7 para la victoria de Eisenhower (la predicción real era 100 a 1). Cuando las predicciones probaron ser ciertas y Eisenhower ganó con un resultado dentro 1% de la predicción inicial, Charles Collingwood, el presentador, avergonzado, anunció en directo que habían ocultado la primera predicción.
Remington Rand tuvo su propio laboratorio de cálculo en Norwalk, Connecticut, y luego adquirió la Engineering Research Associates (ERA) ubicada en St. Paul, Minnesota.  En 1953 o 1954 Remington Rand fusionó su división Norwalk de tabuladoras, su división científica de ordenadores ERA, y su división comercial de ordenadores UNIVAC, fusionándolas todas bajo el nombre único de UNIVAC. Esto molestó especialmente a los que trabajaban en ERA y en el laboratorio Norwalk.
En 1955 la Remington Rand se fusionó con la Sperry Corporation para formar la Sperry Rand Corporation. La división UNIVAC de la Remington Rand fue rebautizada como la división Univac de Sperry Rand. El general Douglas MacArthur fue elegido para encabezar la compañía. En los años 1960 UNIVAC era uno de los ocho principales fabricantes de ordenadores americanos, conocidos en la época como "IBM y los siete enanitos" — juego de palabras con Blancanieves y los siete enanitos— con una IBM muy por encima del resto (con hasta el 70% del mercado), siendo los siendo enanitos: Burroughs, Univac, NCR, CDC, GE, RCA y Honeywell. En los años 1970, después de que GE vendiera su negocio de ordenadores a Honeywell, y RCA lo vendiera a Univac, la analogía a los siete enanitos era menos apta y las empresas restantes fueron apodadas "LA PANDILLA" (BUNCH por Burroughs, Univac, NCR, Control Data y Honeywell).
Para ayudar a la "identidad corporativa" el nombre fue cambiado a Sperry Univac, igual que el resto de divisiones Sperry Remington, Sperry-New Holland, etc. En 1978 Sperry Rand, un conglomerado de divisiones pasado de moda (ordenadores, máquinas de escribir, mobiliario de oficina, empacadoras de heno, esparcidores de estiércol, giroscopios, aviónica, radar, máquinas de afeitar eléctricas), decidió concentrar sus intereses en la informática y las divisiones no relacionadas fueron vendidas.  La compañía quitó el Rand de su nombre y se convirtió en la Sperry Corporation. En 1986, Sperry Corporation se fusionaba con la Burroughs Corporation para formar Unisys.
Desde 1986 el matrimonio entre Burroughs y Sperry, Unisys, se ha transformado desde un fabricante de ordenadores a uno de servicios de ordenador y en una empresa de subcontratación, compitiendo en el mismo mercado que IBM, Electronic Data Systems (EDS), y  Computer Sciences Corporation (CSC). Unisys continúa diseñando y fabricando ordenadores empresariales con los multiprocesadores de la línea ClearPath y la línea de servidores ES7000.

## Modelos

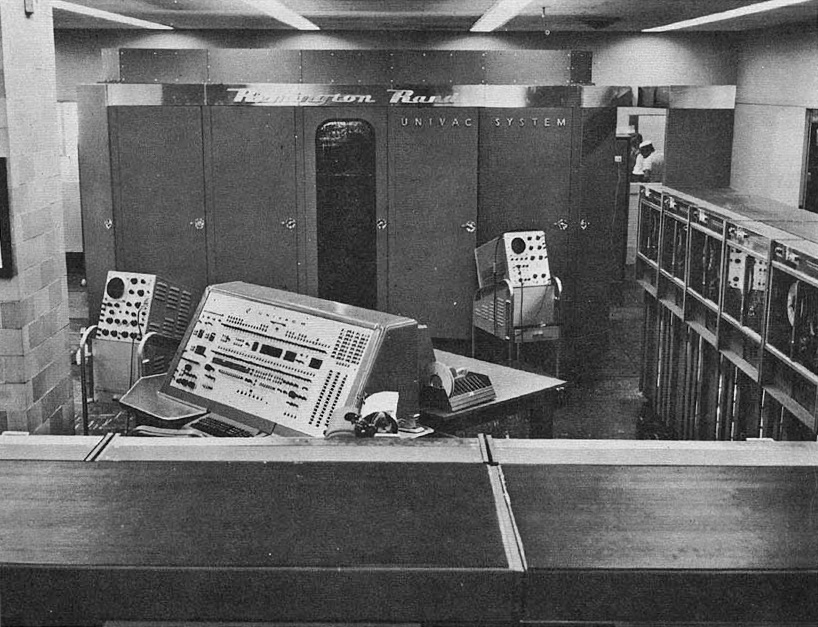
UNIVAC II

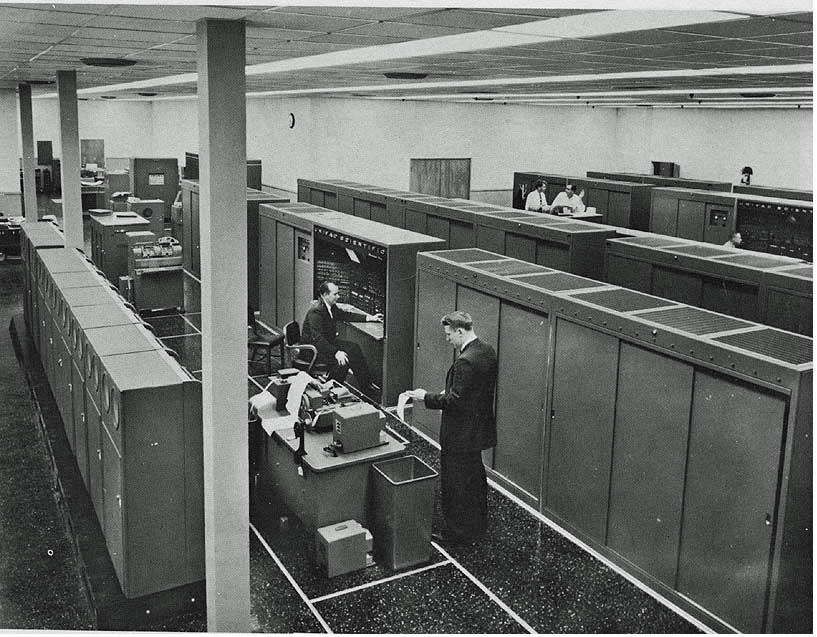
UNIVAC 1103

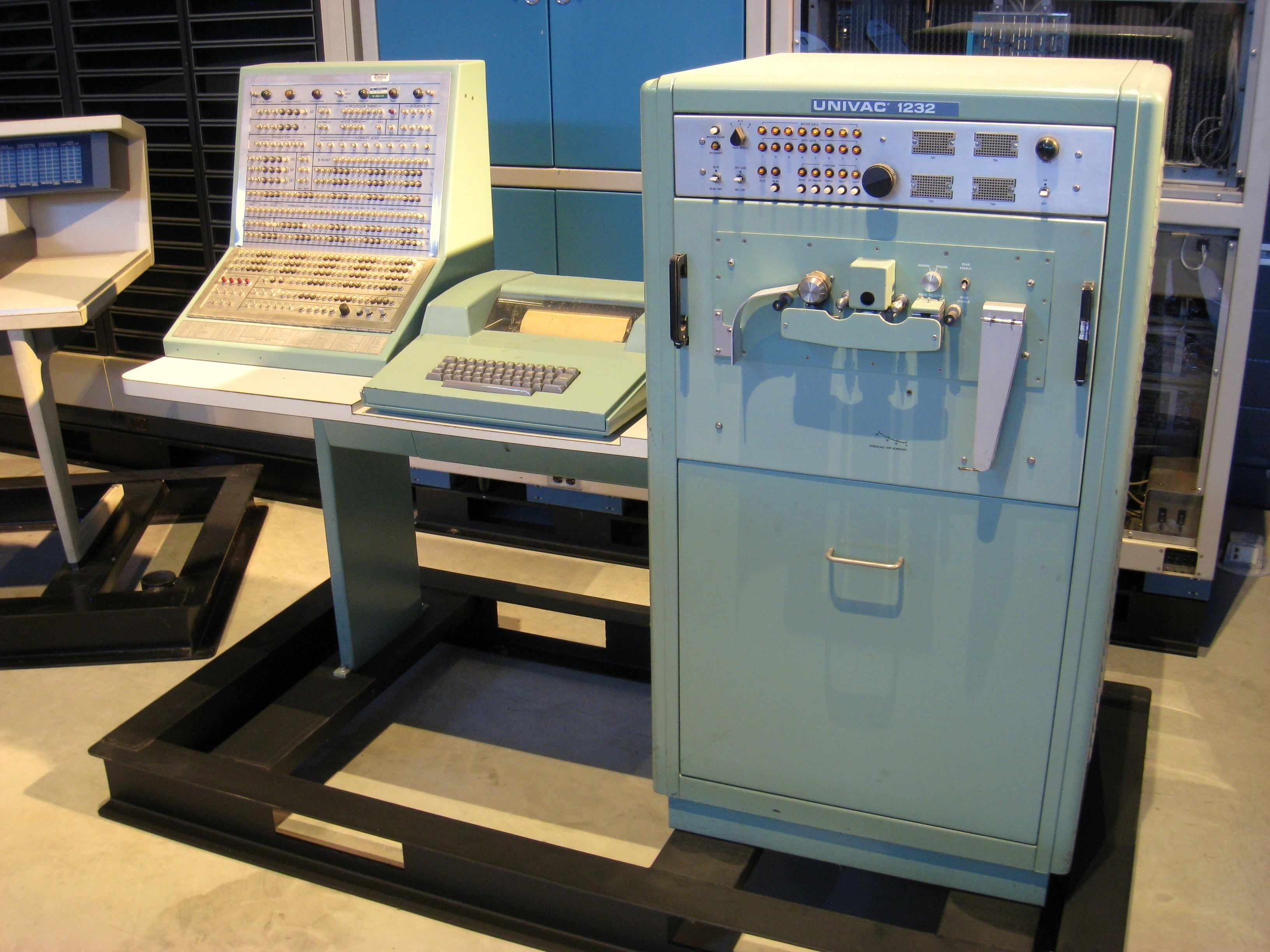
UNIVAC 1232

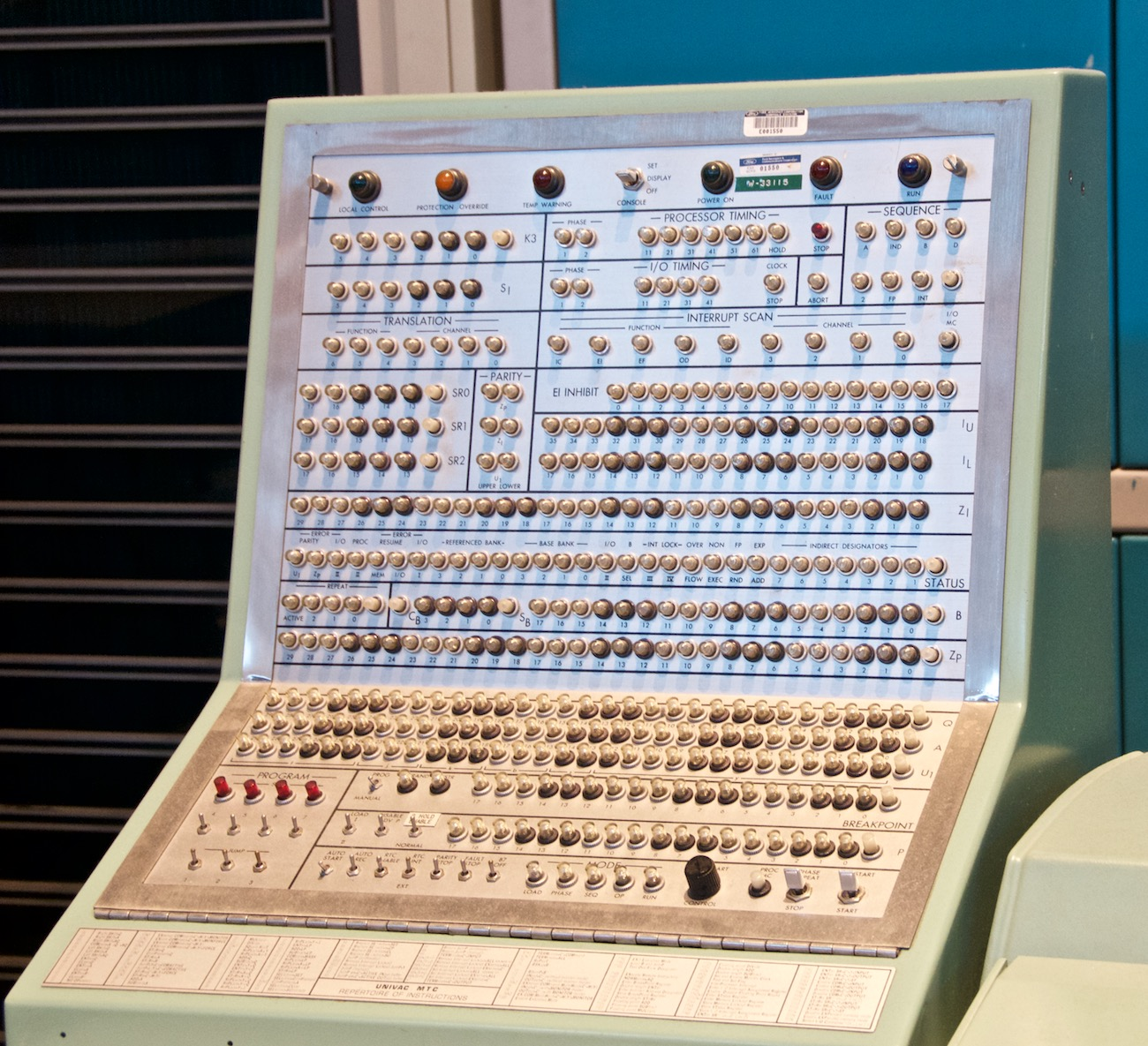
Tablero de control del UNIVAC 1232

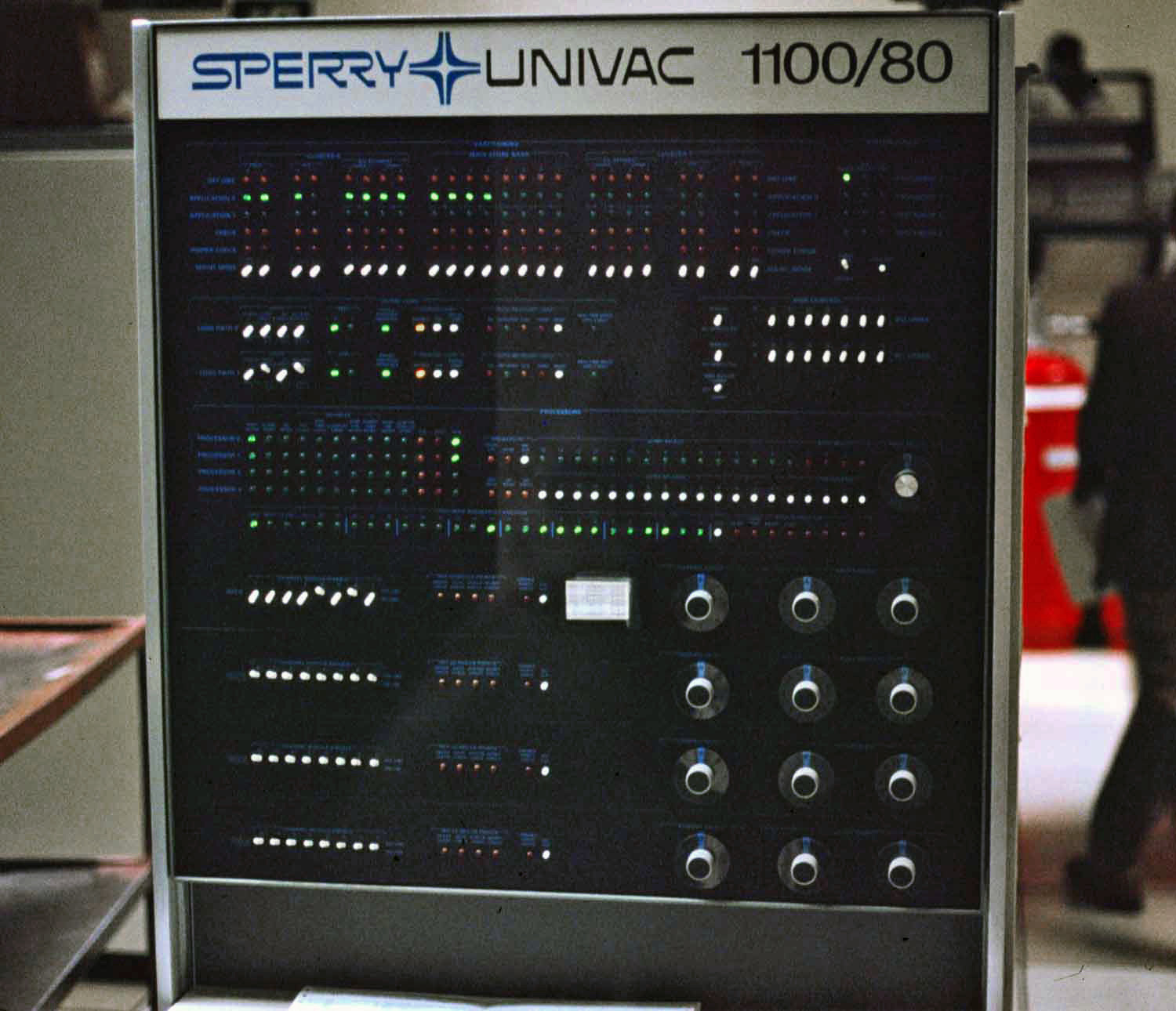
UNIVAC 1100/80

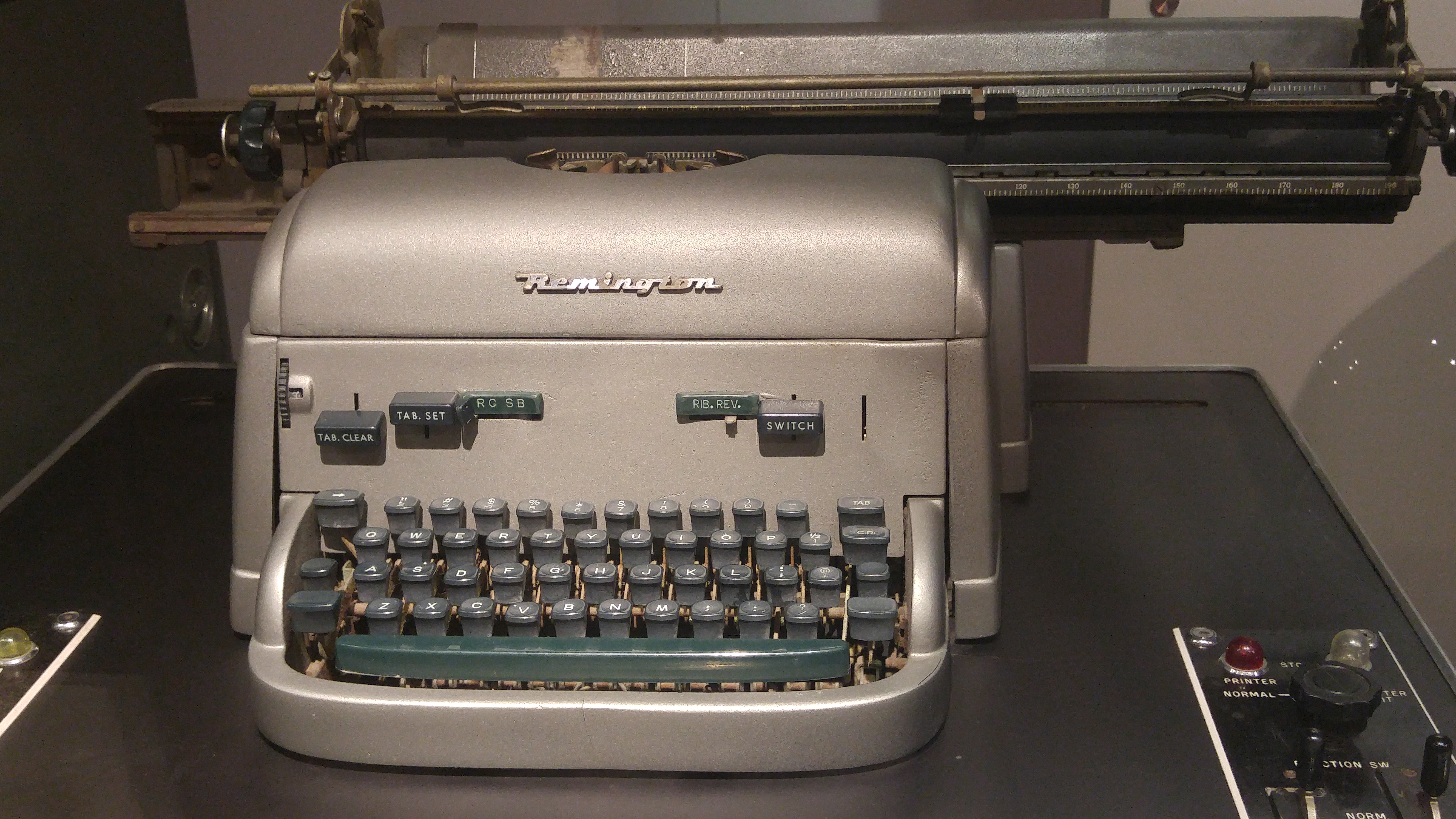
Impresora de consola de UNIVAC

A lo largo de su historia, UNIVAC produjo varias gamas de modelos. La temprana serie de modelos UNIVAC 1100 usaba ya tubos de vacío.
- El primero modelo fue el UNIVAC I, aunque más conocido como UNIVAC, considerado el segundo ordenador comercial de la historia (realmente el cuarto, ya que el Z4 no se tuvo en cuenta hasta hace poco y el BINAC no llegó a funcionar nunca), y el primero hecho en los Estados Unidos. La memoria principal estaba implementada usando memorias de línea de retardo usando tubos de mercurio líquido, con una capacidad de 1000 palabras de 12 caracteres alfanuméricos cada una. La primera máquina se entregó el 31 de marzo de 1951.
- El UNIVAC II era una mejora al UNIVAC I cuya primera unidad se entregó en 1958. Las mejoras incluían memoria de núcleo magnético (no-mercurio) con entre 2000 y 10000 palabras, unidades de cinta UNISERVO II que podían utilizar cintas de metal de los anteriores UNIVAC I, o las en ese momento nuevas cintas de polímeros de poliéster, con algunos circuitos con transistores (a pesar de que todavía usaba tubos de vacío). Eran completamente compatibles con el anterior UNIVAC I a nivel de programas y de datos, aunque añadía algunas instrucciones adicionales al conjunto de instrucciones del UNIVAC I.
- Sperry Rand empezó a entregar los UNIVAC III en 1962, de los cuales produjo 96 unidades. A diferencia del UNIVAC I y el UNIVAC II, era una máquina binaria, aunque disponía de soporte para los datos decimales y alfanumericos de los anteriores para mantener la compatibilidad. Fue la última máquina original de UNIVAC.
- El UNIVAC Solid State era una máquina decimal de 2 direcciones, con memoria en untambor rotatorio de 5000 palabras de 10 dígitos más signo, orientado al mercado del propósito general empresarial. Existiero dos versiones: el Solid State 80 (para tarjetas IBM-Hollerith de 80 columnas) y el Solid State 90 (para tarjetas Remington-Rand de 90 columnas).  Este ordenador utilizó amplificadores magnéticos en lugar de transistores, porque los transistores entonces disponibles eran de características muy diversas y poco fiables. Los amplificadores magnéticos estaban basados en núcleos magnéticos minúsculos con dos cables debanados. Los amplificadores magnéticos requirieren pulsos potentes de alta corriente producida por un transmisor de tipo tubo de vacío, de un tipo que todavía es utilizado en amplificadores finales amateurs de radio. Por ello el Estado Sólido dependía, en el fondo, de un tubo de vacío.
- La Remington Rand 409 era una calculadora programable por tablero cableado usando tarjetas perforadas, diseñada en 1949.
- El UNIVAC 418 (alias 1219) era una máquina con memoria de núcleos magnéticos de 18 bits. Tuvo tres modelos diferentes y se fabricaron más de 392 unidades.
- Serie UNIVAC 490
  - El UNIVAC 490 era una máquina con memoria de núcleos magnéticos de 30 bits, diponiendo de 16K o 32K palabras de memoria de núcleos magnéticos; un ciclo costaba 4.8 microsegundo. Disponía del sistema operativo REX. El UNIVAC 1232 era una versión militar del 490.[4]
  - El UNIVAC 492 era muy similar al UNIVAC 490, pero con memoria extendida a 64K con palabras de 30 bits.
  - El UNIVAC 494 fue el sucesor de los UNIVAC 490/492, también de 30 bits, pero con una con una CPU más rápida y 131Kb de memoria de núcleos magnéticos (luego se amplió a 262Kb). Hasta 24 canales de E/S estaban disponibles y el sistema era normalmente vendido junto a unidades de tambor magnético para almacenamiento UNIVAC FH880, FH432 o FH1782. El sistema operativo básico era OMEGA (sucesor del REX de la 490) pero existían otros sistemas operativos por encargo (por ejemplo el CONTORTS para reservas de aerolíneas).
- UNIVAC 1004 y 1005
  - El UNIVAC 1004 era un procesador de datos programable por tarjetas enchufables usando tarjetas perforadas, introducida en 1962 por UNIVAC. La Memoria de Núcleos Magnéticos total era de 961 caracteres de 6 bits. Los periféricos eran un lector de tarjetas (400 tarjetas por minuto), una perforadora de tarjeta (200 tarjetas por minuto), ambas utilizando el sistema propietario de tarjetas de 90 columnas, o el de 80 columnas compatibles con las de IBM, una impresora de tambor (400 líneas por minuto) y unidad de cinta Uniservo. El 1004 era también usado como apoyo remoto de lectura e impresión de tarjetas vía servicios de comunicación síncronos. En la marina de los EE. UU. (Estación de armamento, Concordia) la 1004 estuvo dedicada a impresión desde cintas como medio de liberar a esta tarea a su mainframe Solid State 80, que producía las cintas. Una placa de programa llamada "Emulador" era instalada para convertir una 1004 a trabajar con programa almacenado, leyendo las instrucciones desde tarjetas que determinaban el proceso. Una vez instalado, el Emulador era raramente sacado para que la máquina corriera otro programa, ya que era complicada la programación de las placas físicamente, aunque se podía disponer de varias de ellas a la vez con interruptores para seleccionarlas. El emulador no era un producto de Univac, y era construido especialmente para cada cliente, una tarea tediosa. El uso masivo de los relés reed en la 1004, llamados selectores, también causaba problemas ocasionales.
  - El UNIVAC 1005 fue una versión mejorada lanzado en febrero de 1966 usando selectores electrónicos. La mejora principal sobre la 1004 era su conversión en una máquina de programa almacenado interno. La máquina tuvo un uso muy extenso en el Ejército de EE. UU., incluyendo el primer uso de un ordenador electrónico en el campo de batalla. Periféricos adicionales también estaban disponibles incluyendo un lector de cinta de papel y una pequeña lectora/perforadora de tarjetas. La máquina disponía de un ensamblador de dos etapas (SAAL - Single Address Assembly Language, Lenguaje Ensamblador de una Única Dirección) que era su ensamblador primario; también tenía un compilador en tarjetas perforadas de tres etapas para un lenguaje de programación llamado SARGE. El 1005 fue usado en algunos nodos en la red Autodin del Ejército de los EE. UU.
- El UNIVAC 1050 era un ordenador de programa almacenado con hasta 32K de memoria de carácter de 6 bits, introducido en 1963. Era una máquina con instrucciones de 30 bits de una sola dirección, tuvo un sistema operativo de 4Kb y era programado en el lenguaje ensamblador PAL. El 1050 fue apliamente utilizado para los sistemas de control de inventario de la Fuerza Aérea de los EE. UU.
- La serie UNIVAC 9000 (9200, 9300, 9400, 9700) fue introducida a mediados de los años 1960 para competir con las máquinas pequeñas de la serie IBM 360. Las series 9000 utilizaron memoria de hilo de plata, que era similar a la memoria de núcleos magnéticos pero con lectura no destructiva. Como la serie 9000 pretendía ser competidor directo de IBM,  utilizaba tarjetas de 80 columnas y el juego de caracteres EBCDIC. La capacidad de memoria empezaba tan bajo como 8Kb de almacenamiento primario. Opcionalmente un subsistema de discos 8414 podría ser añadido con 5MB por disco, así como unidades de cinta, utilizando el Uniservo VI 
  - El 9200 y 9300 diferían en la velocidad de la CPU y la capacidad de memoria máxima (16K para el 9200 original contra 32K para las otras variantes) implementó el mismo subconjunto modificado de 16 bits de la arquitectura IBM System/360 Modelo 20, pero el UNIVAC 9400 implementó solo un subconjunto del juego completo de instrucciones del 360. Esto no violaba patentes o copyrights de IBM; Sperry consiguió los derechos a "clonar" el 360 tras un pleito de Remington Rand contra la IBM por patentes de memorias de núcleos magnéticos.
  - El 9400 era aproximadamente equivalente al IBM 360/30.
- La serie UNIVAC 1100/2200 fue una serie de ordenadores compatibles de 36 bits transistorizados y con memoria en chips a partir de 1964, los UNIVAC 1100 fabricados por Sperry Rand pasaron a llamarse UNIVAC 2200 tras la fusión con Burroughs y pasaron a ser modelos de Unisys. Destaca el modelo 1108A por ser la primera versión multiprocesador de la empresa, con dos o tres procesasores. Posteriormente se les llamó 1100/X0 o 2200/X00 donde X representaba el número de procesadores. La serie llegó a disponer de 9 procesadores en el 1100/90 de 1982 (usando ya refrigeración líquida) y el 2200/900 de 1993. Tiene su continuación moderna en Unisys como la serie ClearPath Forward Dorado[5]
- Los UNIVAC Serie 90:
  - Gama alta: (90/60, 90/70, 90/80): La gama alta de la serie 90 eran sucesoras de las máquinas de gama alta de la serie UNIVAC 9000, pero con memoria virtual añadida, eran similares (o equivalentes) a los últimos mainframes IBM Sistema/370.
  - Gama baja: (90/30, 90/25, 90/40): Por separado de la gama alta, Sperry Univac introdujo el Univac 90/30 en 1975 para proporcionar una vía para actualizar los sistemas de usuario 9x00 y para competir con el IBM System/3. Utilizaba un sistema operativo de disco y una impresora de 300 o 600 líneas por minuto, una lectora de tarjetas y opcionalmente una perforadora de tarjeta, una consola (Uniscope 100), unidades de discos duros removibles, varias unidades de cinta de 1600 o 6250 BpI, y un controlador de comunicaciones opcional que soportaba hasta 16 terminales (más tarde 32). La unidad de disco estándar era la 8416 que disponía de discos con platos multi-capa desmontables de aproximadamente 29 millones de bytes. La unidad 8418 era una versión mejorada que soportaba tanto discos de 29MB como de "doble-densidad" de 58MB. Estas unidades de disco operaban en el IDA (Adaptador de Disco Integrado). Había también una unidad opcional 8430 con una capacidad de 100MB que operaba en un Canal Selector separado de alta velocidad. Las unidades de cinta disponible eran la Uniservo 10 (Canal Multiplexado) y Uniservo 14 (Canal Selector). El Canal Selector opcional también habilitó el uso de otros dispositivos de alta velocidad como las impresoras 0776 de 1200 lpm o la 0770 de 2000 lpm. La máquina base disponía de 4K o 16K de memoria en chips, y las máquinas típicas tenían entre 128 a 512 KB de memoria. Corría un sistema operativo llamado OS/3, que podría ejecutar hasta 7 trabajos de usuario simultáneos, a la vez de varias extensiones del Sistema Operativo como el spooler de impresión y el acceso a las telecomunicaciones (ICAM). Una actualización de usuario lo actualizaba a un System/3 de IBM. Corría Cobol-74, RPG2, Fortran y Ensamblador. El conjunto de instrucciones de la serie 90/xx fue implementada en microcódigo y se cargaba como controles almacenados durante el arranque, antes de cargar el sistema operativo.
  - Poco después del 90/30, Sperry Univac introdujo el 90/25 con el mismo hardware básico, pero con la opción de una unidad de tarjetas perforadas de 80 columnas más pequeña y más lenta. La máquina ejecutaba 3 instrucciones y luego un NOP para ir más despacio, ya que casi todos los componentes eran idénticos al 90/30. Más tarde lanzaron el modelo 90/40, con rendimiento mejorado con un reloj más rápido (tiempo de ciclo de 500ns en lugar de 600ns), pre-proceso de la siguiente instrucción, y capacidad de memoria principal máxima más grande (1M en lugar de 512K).
- La serie Sperry UNIVAC Sistema 80 reemplaza en 1981 a los 90/xx, un galardonado Sperry similar a un mainframe IBM/360 desarrollado y fabricado por Mitsubishi en Japón.

## Sistemas operativos
La 1107 fue la primera máquina de 36 bits, máquina orientada a la palabra con una arquitectura cerrada parecida a la de las "1100 Series." Corría el sistema operativo EXEC II, un sistema de segunda generación orientado a batch, propio de mediados de los años 1960. El 1108 corría EXEC II y EXEC 8. EXEC 8 manejaba aplicaciones de tiempo real, de tiempo compartido, y trabajos por lotes de fondo. Transaction Interface Package (TIP), un entorno transaccional, permitía ejecutar programas escritos en COBOL, a la vez que programas similares escritos en ensamblador competían con ellos. En sistemas porteriores, EXEC 8 fue rebautizado como OS 1100 y OS 2200, con los descendientes más modernos manteniendo la compatibilidad. Algunos sistemas operativos más exóticos corrieron en el 1108—uno de ellos era RTOS, muy liviano y diseñado para tomar mejor ventaja del hardware.
Los asequibles System 80, series de pequeños mainframes, corrían el sistema operativo OS/3 qué fue originado en el Univac 90/30 (y los posteriores 90/25 y 90/40).
El UNIVAC Serie 90 fue el primer Univac en el que se desarrolló el OS/9, el cual fue más tarde reemplazado por el sistema RCA Sistema operativo de Memoria Virtual (VMOS). RCA originalmente se llamó Sistema Operativo de Tiempo Compartido (TSOS), corriendo en la línea de sistemas de memoria virtual RCA Spectra 70, y cambió su nombre a VMOS tras la adquisición por Sperry de la RCA CSD. Después VMOS fue portado a los 90/60, y Univac lo rebautizó como el VS/9.

## Marca UNIVAC
UNIVAC ha sido a lo largo de los años una marca registrada de:
- Eckert-Mauchly Computer Corporation
- Remington Rand Corporation
- Sperry Corporation
- Sperry Rand Corporation
- Unisys Corporation